# Reflected: Greatest Hits Vol. 2
Reflected: Greatest Hits Vol. 2  é a segunda compilação do cantor country Tim McGraw, lançada em 2006.

## Faixas
1. "Live Like You Were Dying" (Tim Nichols, Craig Wiseman) - 5:00
2. "My Old Friend" (Wiseman, Steve McEwan) - 3:38
3. "Like We Never Loved at All" (John Rich, Vicky McGehee, Scot Sax) - 4:17
4. "The Cowboy in Me" (Al Anderson, Wiseman, Jeffrey Steele) - 4:03
5. "When the Stars Go Blue" (Ryan Adams) - 3:55A
6. "Real Good Man" (Rivers Rutherford, George Teren) - 4:16
7. "She's My Kind of Rain" (Tommy Lee James, Robin Lerner) - 4:17
8. "Grown Men Don't Cry" (Tom Douglas, Steve Seskin) - 3:56
9. "Not a Moment Too Soon" (Joe Barnhill, Wayne Perry) - 3:48
10. "Watch the Wind Blow By" (Anders Osborne, Dylan Altman) - 4:37
11. "Over and Over" (Tim McGraw, Nelly, Jason Bridges, James D. "Sted Fast" Hargroves II) - 4:16
12. "Everywhere" (Mike Reid, Wiseman) - 4:51
13. "Beautiful People" (Wiseman, Chris Lindsey) - 4:59A
14. "Red Ragtop" (Jason White) - 4:44
15. "My Little Girl" (McGraw, Douglas) - 3:39A, B
16. "I've Got Friends That Do" (McGraw, Brett Beavers, Brad Warren, Brett Warren) - 4:13A

| Críticas profissionais                                                      | Críticas profissionais |
| Avaliações da crítica                                                       | Avaliações da crítica  |
| Fonte                                                                       | Avaliação              |
| --------------------------------------------------------------------------- | ---------------------- |
| Allmusic                                                                    | [ 1 ]                  |
| Esta tabela precisa de ser acompanhada por texto em prosa. Consulte o guia. |                        |